# Puig de la Cabra
El Puig de la Cabra és una muntanya de 779,9 metres del terme comunal de Ceret, a la comarca del Vallespir (Catalunya del Nord). Està situat al sud de la vila de Ceret, gairebé al centre del terç meridional del terme comunal de Ceret. En el seu vessant sud-est, a prop del cim, és situat el Cortal de la Cabra. És al nord-est de la Font del Freixe, al sud-oest de la Font de l'Àngel i al sud del Mas Sobirana.